# Pieter Boddaert (schrijver)

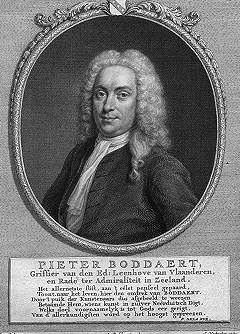
Pieter Boddaert

Pieter Boddaert (Middelburg, 6 augustus 1694 - aldaar, 24 januari 1760) was een Nederlandse advocaat te Middelburg, commissaris van het Landrecht, griffier van het Leenhof van Vlaanderen, griffier van de Admiraliteit, secretaris van de Admiraliteit, dichter en schrijver.
Hij genoot bekendheid als stichtelijke dichter. Dit in groot contrast met zijn kleinzoon Pieter Boddaert jr.
Pieter Boddaert is de vader van de gelijknamige bioloog.

## Werken
- Nagelaten mengelgedichten (1761)
- Stichtelijke gedichten (3 dln., 1726-1738)